# Pere Joan Llobera
Pere Joan Llobera, monjo sagristà de Sant Joan de les Abadesses, fou escollit president de la Generalitat de Catalunya el 15 de desembre de 1478; càrrec que ostentà entre els anys 1478 i 1479, en substitució de Miquel Delgado que havia mort abans d'acabar el seu mandat.
Fou substituït per Berenguer de Sos.